# Villaoliva de la Peña
Villaoliva de la Peña es una localidad y también una pedanía pertenecientes al municipio de Santibáñez de la Peña, en la provincia de Palencia, comunidad autónoma de Castilla y León, España. 

## Geografía
Situada en una cuesta entre peñas, tiene un riachuelo, y en su término se incorpora con el río Valdavia, abunda en aguas, clima frío.
En su término se encuentra, 1 km al oeste, el despoblado de San Pedro de Guantes, antiguo coto redondo del que solo se conserva la ermita de San Pedro.

## Comunicaciones
Carretera provincial   PP-2142 .

### Despoblados
San Pedro de Guantes.
En el Becerro de las Presentaciones de León (siglos XIII-XV), la parroquia San Pedro de Villanueva aparece dentro de las parroquias de Villasila que pertenecían al Arciprestazgo de la Puebla, sin embargo lo más probable es que se refiera a San Pedro de Guantes, entre Villanueva de Arriba y Villaoliva de la Peña..

## Demografía
Evolución de la población en el siglo XXI
| Gráfica de evolución demográfica de Villaoliva de la Peña entre 2000 y 2020 |
|                                                                             |
| Población de derecho (2000-2020) según el padrón municipal del INE          |

## Descripción deSebastán de Miñano
Lugar de realengo de España, provincia de Palencia, partido de Carrión, Regidor Pedáneo, 10 vecinos, 37 habitantes, 1 parroquia.

## Historia
A la caída del Antiguo Régimen la localidad se constituye en municipio constitucional, conocido entonces como Villaoliva y que en el censo de 1842 contaba con 12 hogares y 62 vecinos, para posteriormente integrarse en Respenda de la Peña.

## Medio Ambiente
El monte conocido como Camporredondo, pertenece mancomunadamente y proindiviso a las Juntas Vecinales de Villanueva de Arriba (dos terceras partes) y Villaoliva de la Peña
(una tercera parte), repoblado con Pinus sylvestris y Pinus nigra, procedentes de repoblación, cuenta con una superficie de 472,42 ha.